# Stygobromus holsingeri
Stygobromus holsingeri är en kräftdjursart som beskrevs av Ward 1977. Stygobromus holsingeri ingår i släktet Stygobromus och familjen Crangonyctidae. Inga underarter finns listade i Catalogue of Life.